# Kamelot (metalová hudební skupina)
Kamelot je americká metalová skupina, která byla založena Thomasem Youngbloodem a Richardem Warnerem ve městě Tampa ve státu Florida roku 1991.

## Historie
Začátek kariéry se dá datovat od roku 1994, kdy podepsali smlouvu s Noise Records a hned příští rok, 1995, vydali své debutové album Eternity. Další album, Dominion, vydali roku 1997. Později tohoto roku kapelu opustil bubeník a jeden ze zakládajících členů skupiny Richard Warner spolu s frontmanem Markem Vanderbiltem. Ti byli posléze nahrazeni Caseyem Grillem (bicí) a Royem Khanem (zpěv), který studoval operní zpěv a měl za sebou již angažmá v power-progressive metalové skupině Conception. V tomto novém složení vydali v roce 1998 své třetí album Siege Perilious. Ještě ten rok se vydali na turné po Evropě, ze kterého se po dvanácti měsících vrátili a nahráli čtvrté album The Fourth Legacy.
Léto 2000 přineslo turné New Allegiance Tour začínající v Německu a pokračující Rakouskem, Švýcarskem, Nizozemím, Belgií, Itálií, Řeckem a končící Španělskem, během něhož se nahrálo první živé album The Expedition. Jen pár měsíců poté představil Kamelot své v pořadí páté album Karma.
Jejich šesté album, Epica, vyšlo roku 2003. Pro jeho podporu vyrazila kapela na další turné po Evropě a navíc i po Japonsku, na pomoc si vzali německou skupinu At Vance. Obě alba, Epica i The Black Halo, které bylo vydáno v roce 2005, jsou založena na díle Faust od Johanna Wolfganga Goetha, které vypráví o muži, co prodal svou duši ďáblu. Aby podpořili album Black Halo, vydali se znovu na turné po Evropě a Japonsku. Na první části Black Halo World Tour 2005 v Evropě hráli spolu s holandskou skupinou Epica a finským projektem Tima Kotipelta, Kotipelto. V Japonsku jim pomohli němečtí Silent Force. Vystupovali také na německých festivalech Bang Your Head!!! a Graspop Metal Meeting.
Ve stejném roce natočili klipy k písním „The Haunting (Somewhere in Time)“ a „March Of Mephisto“, obě z alba The Black Halo pod vedením režiséra Patrica Ullaeuse. 5. října 2005 přijali jako pátého oficiálního člena Olivera Palotaiho, který zastoupil post klávesisty a případně i kytaristy.
V druhé části Black Halo Tour 2005 se vydali po jižní a severní Americe (USA, Kanada, Brazílie).
30. října 2006 vydali DVD One Cold Winter's Night, které bylo pořízeno Patricem Ullaeusem v Rockefeller Music Hall v norském Oslu. Krátce poté byl vydán koncert i na CD. Na tomto koncertu vypomáhal i klávesista Oliver Palotai.
V roce 2007 vyšlo album s názvem Ghost Opera s Oliverem už jako řádným členem kapely. O rok později živě nahrané CD Ghost Opery – The Second Coming. V roce 2009 kapelu opustil Glenn Barry, který byl nahrazen Seanem Tibbettsem (basová kytara). S nim již vydali album Poetry for the poisoned.
22. dubna 2011 kapelu opustil zpěvák Roy Khan.

## Členové
- Tommy Karevik (Švéd) – zpěv (2012 – do současnosti)
- Thomas Youngblood (Američan) – kytara (1991 – do současnosti)
- Sean Tibbetts (Američan) – basová kytara (1991–1992, 2009 – do současnosti)
- Casey Grillo (Američan) – bicí (1997 – do současnosti)
- Oliver Palotai (Němec) – klávesy (2005 – do současnosti)

### Bývalí členové
- Mark Vanderbilt – zpěv (1991–1997)
- Roy Khan – zpěv (1998–2011)
- Richard Warner – bicí (1991–1997)
- Glenn Barry – basová kytara (1992–2009)
- David Pavlicko – klávesy (1991–1998)

## Diskografie
- Eternity (1995)
- Dominion (1997)
- Siége Perilous (1998)
- The Fourth Legacy (1999)
- Karma (2001)
- Epica (2003)
- The Black Halo (2005)
- Ghost Opera (2007)
- Poetry for the Poisoned (2010)
- Silverthorn (2012)
- Haven (2015)
- The Shadow Theory (2018)
- The Awakening (2023)

Koncertní alba
- The Expedition (2000)
- One Cold Winter's Night (2006)